# Euphorbia ruficeps
Euphorbia ruficeps är en törelväxtart som beskrevs av Susan Carter. Euphorbia ruficeps ingår i släktet törlar, och familjen törelväxter. Inga underarter finns listade i Catalogue of Life.